# Torsten Ranft
Torsten Ranft (* 1961 in Leipzig) ist ein deutscher Schauspieler.

## Leben und Wirken
Torsten Ranft wuchs in Leipzig auf. Er studierte nach seinem Grundwehrdienst beim Mot.-Schützenregiment 28 der NVA in Rostock von 1982 bis 1984 Schauspiel an der Theaterhochschule Leipzig. Von 1985 bis 1989 folgte ein Studium an der Hochschule für Schauspielkunst Ernst Busch in Ost-Berlin.
Es folgten ein Theaterengagement am Kleist-Theater Frankfurt (Oder), der Volksbühne Berlin, am Schauspielhaus Bochum, am Bremer Theater, am Schauspiel Hannover und am Deutschen Schauspielhaus Hamburg. Seit der Spielzeit 2009/10 ist Ranft festes Ensemblemitglied am Staatsschauspiel Dresden.
Ranft spielte auch zahlreiche Rollen in verschiedenen Produktionen von Film und Fernsehen. Bekannt wurde er insbesondere durch seine Hauptrolle in der Polizeiruf-110-Episode Der Kreuzworträtselfall (1988). Als Schauspieler vor der Kamera wirkte Ranft in bisher über 50 Film- und Fernsehproduktionen mit.
Ranft hat eine Tochter und lebt in Dresden.

## Filmografie (Auswahl)
- 1986: Neumanns Geschichten (Fernsehserie)
- 1988: Polizeiruf 110: Der Kreuzworträtselfall (TV-Reihe)
- 1989: Johanna (Fernsehserie)
- 1990: Polizeiruf 110: Tödliche Träume (TV-Reihe)
- 1990: Klein, aber Charlotte (Fernsehserie)
- 1991: Aerolina (Fernsehserie)
- 1995: Polizeiruf 110: Grawes letzter Fall (TV-Reihe)
- 1996: Doppelter Einsatz (Fernsehserie, 1 Folge)
- 1996: Tatort: Wer nicht schweigt, muß sterben (Fernsehreihe)
- 1997: Ein Bayer auf Rügen (Fernsehserie, 1 Folge)
- 1997–2001: Für alle Fälle Stefanie (Fernsehserie, 2 Folgen, verschiedene Rollen)
- 1999: Sonnenallee
- 1999–2006: In aller Freundschaft (Fernsehserie, 2 Folgen, verschiedene Rollen)
- 2001: Heidi
- 2001: Im Namen des Gesetzes (Fernsehserie, 1 Folge)
- 2002: Liebesau – Die andere Heimat
- 2003: Herr Lehmann
- 2003: Tage des Sturms
- 2003: Wolffs Revier (Fernsehserie, 1 Folge)
- 2004: Alphateam – Die Lebensretter im OP (Fernsehserie, 1 Folge)
- 2005: Tatort: Tiefer Fall (Fernsehreihe)
- 2006: Typisch Sophie (Fernsehserie, 1 Folge)
- 2006: Schloss Einstein (Fernsehserie, 8 Folgen)
- 2006: SOKO Wismar (Fernsehserie, 1 Folge)
- 2007: KDD – Kriminaldauerdienst (Fernsehserie, 1 Folge)
- 2007: R. I. S. – Die Sprache der Toten (Fernsehserie, 1 Folge)
- 2008–2023: SOKO Leipzig (Fernsehserie, 3 Folgen)
- 2009: Küstenwache (Fernsehserie, 1 Folge)
- 2009: Die Freundin der Tochter
- 2013: SOKO Stuttgart (Fernsehserie, 1 Folge)
- 2014: Für immer ein Mörder – Der Fall Ritter
- 2015: Nackt unter Wölfen
- 2015: Blochin – Die Lebenden und die Toten (TV-Miniserie)
- 2017: Der Kriminalist (Fernsehserie, 1 Folge)
- 2018: Tannbach – Schicksal eines Dorfes
- 2019: Lotte am Bauhaus
- 2020: Der Zürich-Krimi: Borchert und die tödliche Falle (TV)
- 2020: Polizeiruf 110: Totes Rennen
- 2021: Tatort: Rettung so nah (Fernsehreihe)
- 2021: Die unheimliche Leichtigkeit der Revolution
- 2021: Polizeiruf 110: An der Saale hellem Strande (Fernsehreihe)
- 2021: Wir Kinder vom Bahnhof Zoo (Fernsehserie)
- 2023: Oderbruch (Fernsehserie)
- 2024: Erzgebirgskrimi – Die Tränen der Mütter (Fernsehreihe)
- 2024: Jenseits der blauen Grenze
- 2024: Erzgebirgskrimi – Mord auf dem Jakobsweg (Fernsehreihe)
- 2024: Die Ermittlung
- 2025: Erzgebirgskrimi – Wintermord (Fernsehreihe)

## Hörspiele
- 2006: Philippe Bruehl: Toulouse Confidential – Regie: Philippe Bruehl (Hörspiel – SWR)

## Auszeichnungen
- 1992: Alfred-Kerr-Darstellerpreis
- 2003: Kurt-Hübner-Preis